# Новокасмартский
Новокасмартский (баш. Яңы Ҡаҫмарт) — деревня в Зианчуринском районе Республики Башкортостан России. Входит в состав Баишевского сельсовета.
С 2005 современный статус.

## История
Название происходит от яңы 'новый' и прежнего названия хутора Ҡаҫмарт (гидроним). Другое название — Әзимгән.
Статус деревня, сельского населённого пункта, посёлок получил согласно Закону Республики Башкортостан от 20 июля 2005 года N 211-з «О внесении изменений в административно-территориальное устройство Республики Башкортостан в связи с образованием, объединением, упразднением и изменением статуса населенных пунктов, переносом административных центров», ст.1:

6. Изменить статус следующих населенных пунктов, установив тип поселения — деревня:
1) в Зианчуринском районе:…
 б) поселка Новокасмартский Баишевского сельсовета

## Географическое положение
Расстояние до:
- районного центра (Исянгулово): 74 км,
- центра сельсовета (Баишево): 9 км,
- ближайшей ж/д станции (Кувандык): 58 км.

## Население
| 1939 | 1959 | 1970 | 1979 | 1989 | 2002 | 2009 |
| ---- | ---- | ---- | ---- | ---- | ---- | ---- |
| 375  | ↘170 | ↘134 | ↘78  | ↘23  | ↘10  | ↘3   |
| 2010 |      |      |      |      |      |      |
| ↗6   |      |      |      |      |      |      |

Национальный состав
Согласно переписи 2002 года, преобладающая национальность — русские (90 %).

## Известные уроженцы
- Филатов, Григорий Иванович (17 ноября 1918 — 23 марта 2000) — помощник командира 146-го гвардейского истребительного авиационного полка по воздушно-стрелковой службе (7-я гвардейская истребительная авиационная дивизия, 2-й истребительный авиационный корпус, 1-я воздушная армия, Западный фронт), гвардии старший лейтенант, Герой Советского Союза.